# Gorenje, Kočevje
Gorenje este o localitate din comuna Kočevje, Slovenia, cu o populație de 327 de locuitori.